# St. Dionysius (Seppenrade)

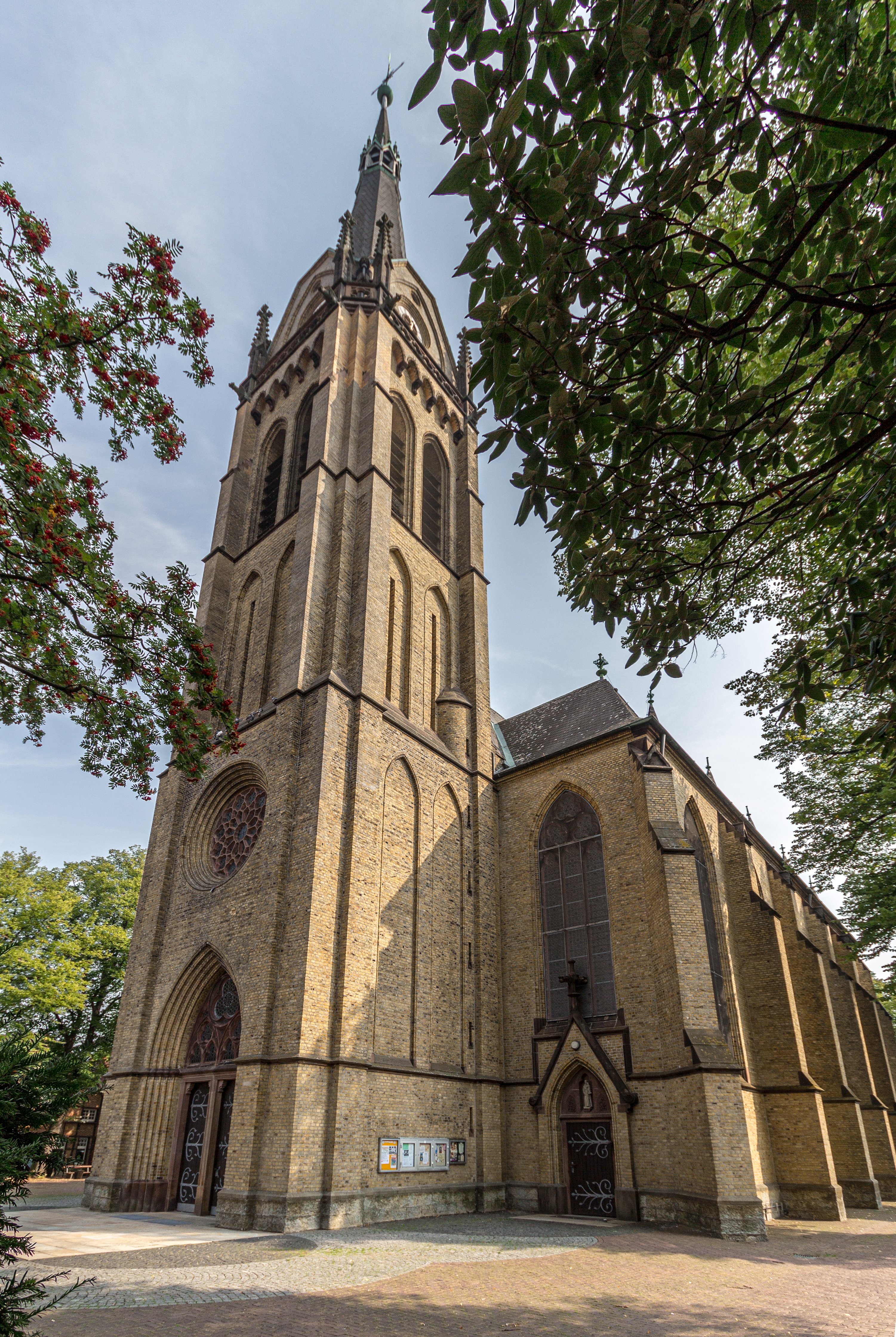
St.-Dionysius-Kirche

Die katholische Pfarrkirche St. Dionysius ist ein denkmalgeschütztes Kirchengebäude in Seppenrade, einem Ortsteil von Lüdinghausen, im Kreis Coesfeld, in Nordrhein-Westfalen.

## Geschichte und Architektur
Die Pfarre Seppenrothe wurde erstmals 1184 urkundlich erwähnt. Seit der Zeit gab es mehrere Vorgängerbauten in verschiedenen Baustilen. Es fanden sich Hinweise auf romanische und spätgotische Elemente.
Das heutige dreischiffige Gebäude wurde von 1882 bis 1884 als neugotische Kirche nach Plänen des Architekten August Hanemann erbaut. Die verwendeten Backsteine stammen aus Lüdinghausen, die anderen Steine und Gesimse aus der Eifel. Der mächtige Baublock des Langhauses wird durch abgetreppte Strebepfeiler und gotische Maßwerkfenster gegliedert. Mit Türmchen bekrönte Gauben und Kreuzblumen aus Kupfer schmücken das Schieferdach. Das Mittelschiff und die gleich hohen, aber schmaleren Seitenschiffe sind in fünf Joche gegliedert. Die sehr schlanken Rundpfeiler werden von je vier Diensten begleitet. Im einschiffigen Chor stehen die Fenster näher beieinander als im Langhaus. Der Chor ist durch Bildhauerarbeit an den Kapitellen und Schlusssteinen geschmückt. Die markante Spitze des Turmes ist auf viele Kilometer im Umkreis wahrzeichenhaft sichtbar. Am Untergeschoss treten schmale, senkrechte Bänder aus dem Mauerwerk hervor. Sie bilden nach oben hin kräftige Strebepfeiler, die von Fialen aus Sandstein gekrönt werden. Der Turmkörper schließt über den hohen Schallöffnungen mit vorspringenden Spitzbogenfries ab. In den schlank aufsteigenden Helm ist eine offene Laterne eingefügt.

## Ausstattung
- Aus den früheren Kirchenbauten sind unter anderem noch das Paulusrelief aus dem 15. Jahrhundert und das Grabmal von Pastor Heinrich Schahausz erhalten. Das Paulusrelief stammt aus dem „alten Dom“ in Münster. Der Altar dieser Kirche wurde der Pfarrei Seppenrade geschenkt.
- Der reich dekorierte Taufstein in Pokalform stammt von der ersten Hälfte des 17. Jahrhunderts.[2]
- Im Turm befindet sich eine spätbarocke Pietà, die aus der vorherigen Kirche übernommen wurde.

### Orgel
Die Orgel wurde 1999 von der Orgelbaufirma Mönch (Überlingen) in dem vorhandenen Orgelgehäuse aus dem Jahre 1896 erbaut. Das Instrument hat 25 Register auf zwei Manualen und Pedal. Ein Viertel des Pfeifenmaterials stammt aus der Vorgängerorgel von Friedrich Fleiter (Münster) aus dem Jahre 1896. Die Spiel- und Registertrakturen sind mechanisch.
| I Hauptwerk C–g3 |             |        |
| 01.              | Bordun      | 16′    |
| 02.              | Principal   | 08′    |
| 03.              | Hohlflöte   | 08′    |
| 04.              | Salicional  | 08′    |
| 05.              | Octave      | 04′    |
| 06.              | Flauta rosa | 04′    |
| 07.              | Quinte      | 02 ⁄3′ |
| 08.              | Superoctave | 02′    |
| 09.              | Mixtur V    | 01 ⁄3′ |
| 10.              | Cornet V    | 08′    |
| 11.              | Trompete    | 08′    |

| II Schwellwerk C–g3 |                      |    |
| 12.                 | Flauta ammonita      | 8′ |
| 13.                 | Bordun               | 8′ |
| 14.                 | Gamba                | 8′ |
| 15.                 | Vox cœlestis         | 8′ |
| 16.                 | Principal            | 4′ |
| 17.                 | Traversflöte         | 4′ |
| 18.                 | Octavin              | 2′ |
| 19.                 | Progressio III-V     | 2′ |
| 20.                 | Trompette harmonique | 8′ |
| 21.                 | Fagott-Oboe          | 8′ |
|                     | Tremulant            |    |

| Pedal C–f1 |            |     |
| 22.        | Violonbass | 16′ |
| 23.        | Subbass    | 16′ |
| 24.        | Octavbass  | 08′ |
| 25.        | Posaune    | 16′ |

- Koppeln: II/I (auch als Suboktavkoppel), I/P, II/P (auch als Superoktavkoppel)

### Glocken
| Nr. | Name      | Gießer                         | Gussjahr | Durchmesser | Inschrift | Ton |
| --- | --------- | ------------------------------ | -------- | ----------- | --- | --- |
| 1   | Maria     | Everhardus Petit               | 1794     | 1180 mm     | Se parat auxilo pia virgo Maria suorum dum campana suos ad sacra templa vocat. Everhardus Petit me fudit anno 1794 | f1  |
| 2   | Dionysius | Urbanus Hardinck               | 1678     | 1040 mm     | St. Dionysius. Anno 1678 Urbanus Hardink me fudit Coesveldiae.                                                     | g1  |
| 3   | Paulus    | Johannes Paris                 | 1634     | 880 mm      | S. Paulus apostulus patronus. Pastore Con. Elverfeldt. Joannes Paris observans fecit a. D. 1634.                   | as1 |
| 4   | ?         | Petit und Edelbrock in Gescher | 1925     | 750 mm      | | c2  |